# Monohydrate d'ammoniac
Le monohydrate d'ammoniac est un composé chimique de formule brute H5NO, dont la formule semi-développée peut être écrite NH3·H2O ou NH4OH mais plus exactement HOH·NH3.

## Structure
L'existence de la molécule H5NO a été argumentée à partir de 1989 et sa structure calculée en 2004. Elle s'écrit HOH·NH3 et les longueurs des liaisons sont :
- HO (H lié seulement à O) : 98 pm ;
- OH (H également lié à N) : 100 pm ;
- H·N (H également lié à O) : 179 pm ;
- NH (H lié seulement à N) : 102 pm, 3 liaisons identiques.

Les liaisons notées ci-dessus HO et OH, peu différentes de celles de la molécule d'eau (96 pm), peuvent être qualifiées de covalentes, de même que les liaisons NH. La liaison notée H·N est nettement plus longue (donc plus faible) que les autres, ce qui justifie l'appellation d'hydrate d'ammoniac (NH3·H2O) et disqualifie celle d'hydroxyde d'ammonium (NH4OH).

## Propriétés
Le monohydrate d'ammoniac (ou AMH, pour l'anglais ammonia monohydrate) a été étudié en 1999 et 2017 à des températures inférieures à l'ambiante et des pressions inférieures à 10 GPa (100 kbar). Six phases différentes ont été observées, notées AMH-I à VI (en 2012 on a montré qu'AMH-V est en fait un mélange d'hémihydrate d'ammoniac et de glace VII).
À température ambiante on observe deux phases solides, AMH-V en comprimant le liquide au-dessus d'environ 3,5 GPa, et AMH-VI en chauffant la phase de basse température AMH-IV au-dessus de 270 K à ∼6,5 GPa.
En 2020, la courbe de fusion du monohydrate d'ammoniac a été déterminée entre 295 et 675 K et jusqu'à des pressions de 9 GPa. La fusion est incongruente en dessous de 324 K et congruente au-dessus. En dessous de 324 K le solide en équilibre avec le liquide est un mélange d'hémihydrate et de glace, au-dessus c'est un nouveau polymorphe noté AMH-VII.
Ces résultats sont pertinents pour la compréhension de l'intérieur des géantes de glaces (Uranus et Neptune) et des satellites de glaces de Jupiter (Ganymède) et de Saturne (Titan et Encelade).